# Слађана Ђорђевић Буцка
Слађана Ђорђевић Буцка је српска поп-фолк певачица која се прославила у трећој сезони такмичења Звезде Гранда. Завршила је фризерску школу, а касније дипломирала етномузикологију. Учествовала је у ријалити програму Парови.

## Дискографија

### Албуми
- Амнезија (2011, КЦН Рекордс)[3]

1. Срно малена
2. Амнезија
3. Не ради ми то
4. Фатална
5. Да направим се луда
6. Другог љубим
7. Само ти
8. Жена на Балкану

### Синглови
- Казни ме (2007)
- Друже мој (2013)
- Ноћас цуре врте туре (2017)
- Немој да ме штедиш (2023)
- Син (2023)